# 小約翰·葛林華德
小約翰·葛林華德（英語：John Greenewald Jr.，1981年4月17日—）是「黑色保險庫」（Black Vault）網站的創始人，也是一名製片人。
葛林華德建立的網站「黑色保險庫」是一個收集已解密政府文件的線上資料庫，他多年以來運用《資訊自由法》向政府索要文件，至今其網站上已收集了數百萬頁文件，其中最引人注目的是中央情報局有關於不明飛行物和MKUltra計劃的文件。

## 外部連結
- 小約翰·葛林華德在互联网电影资料库（IMDb）上的資料（英文）